# Gutshof Vainiai

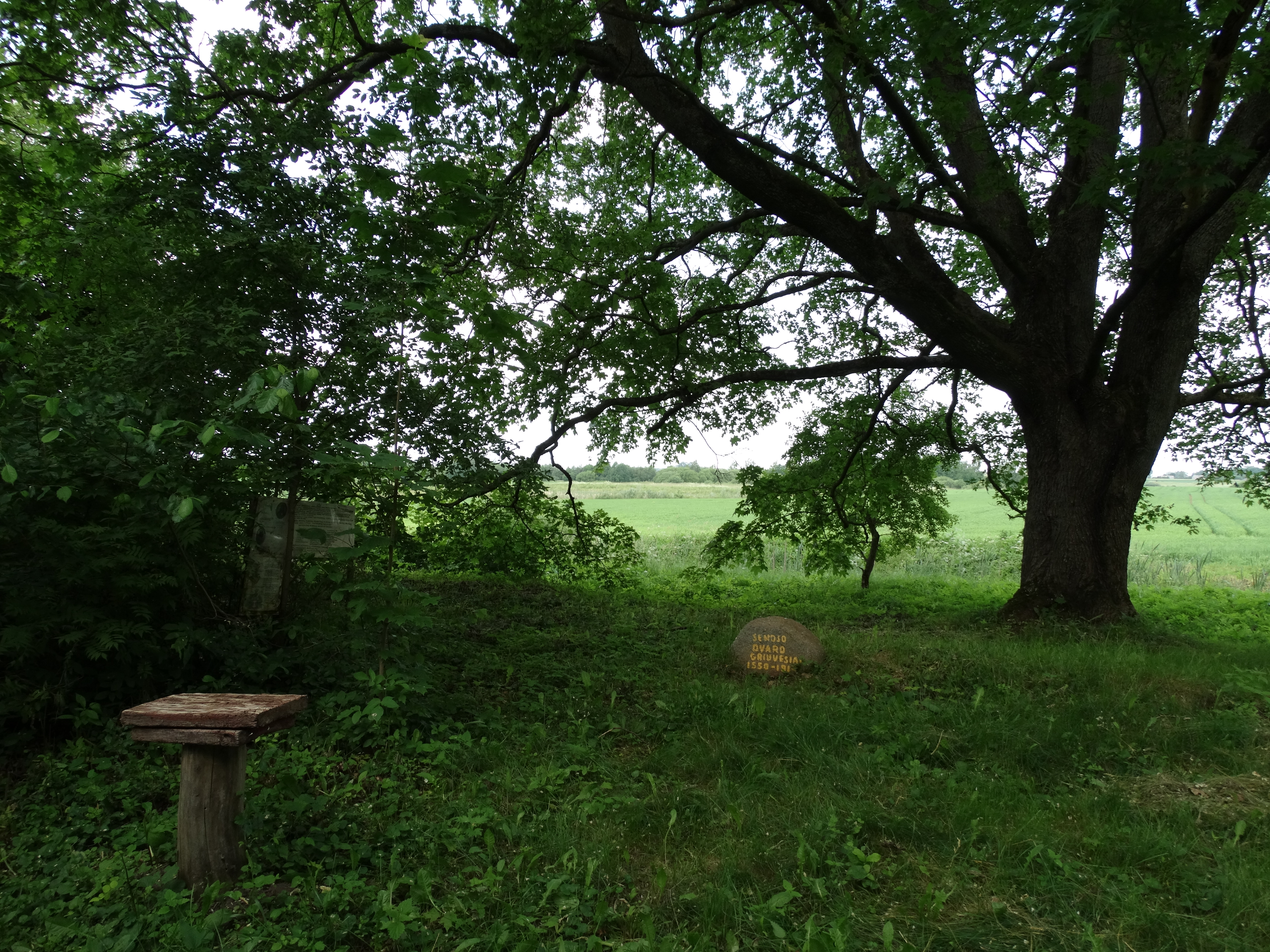
Ort mit dem Stein zum Andenken

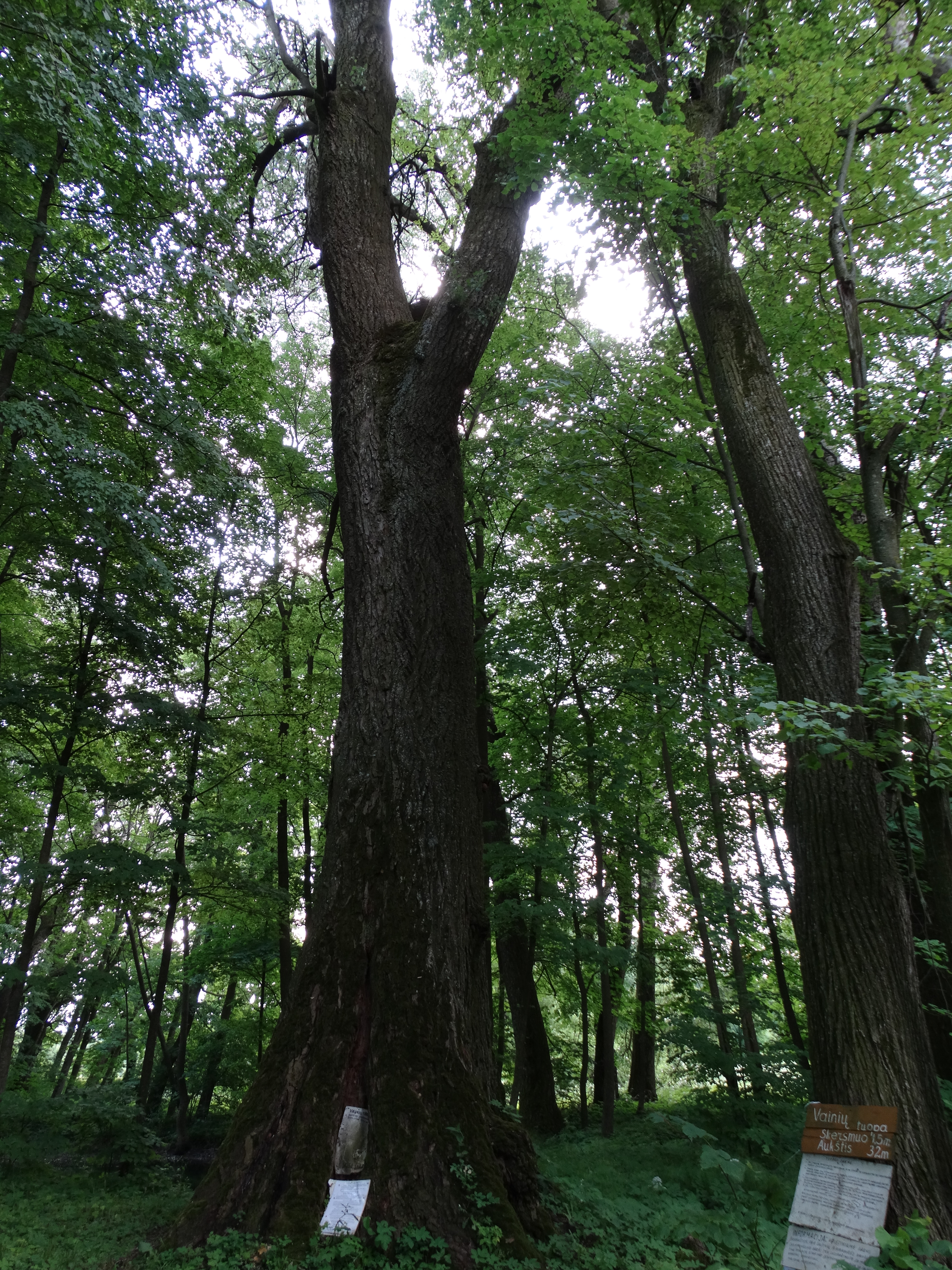
Pappel von Vainiai

Der Gutshof Vainiai (litauisch Vainių dvaras) war ein Gutshof in Vainiai, im Amtsbezirk Šilai der Rajongemeinde Jonava, 7 km von der Stadt Jonava (Bezirk Kaunas, Litauen). Erhalten ist  ein Park, ein Teich, zwei Wasserquellen. Der Park ist 11 Hektar groß. Dort steht Silber-Pappel von Vainiai, seit 1960 ein Naturdenkmal (35,5 Meter groß, Umfang von 6,85 Meter) und seit 1999 anerkannt als staatlich geschütztes Naturlandschaftsobjekt (botanisches Objekt). Der Gutshof war bekannt etwa ab 1650. Das alte Herrenhaus und Gebäude blieben nicht erhalten. Die Geschichte des Gutshofs und des Parks wurde vom Parkinhaber Vytautas Racevičius  (1939–2014) verewigt. Er hat den historischen  Ort wiederbelebt. Die gezeichneten Pläne, Zeichnungen mit den Wappen der alten Herrenhausbesitzer und Gebäuden wurden für Besucher des Orts ausgestellt usw.